# Xerolenta macedonica
Xerolenta macedonica е вид охлюв от семейство Hygromiidae. Видът не е застрашен от изчезване.

## Разпространение и местообитание
Разпространен е в България и Северна Македония.
Обитава планини, възвишения и ливади.

## Описание
Популацията на вида е стабилна.